# آن مک‌کافری
آن مک‌کافری (انگلیسی: Anne McCaffrey; ۱ آوریل ۱۹۲۶ – ۲۱ نوامبر ۲۰۱۱) نویسنده اهل ایالات متحده آمریکا-ایرلند بود.
وی همچنین برندهٔ جوایزی همچون جایزه دیتمار و جایزه یادبود دیمون نایت شده‌است.